# Andrzej Patrycy Nidecki

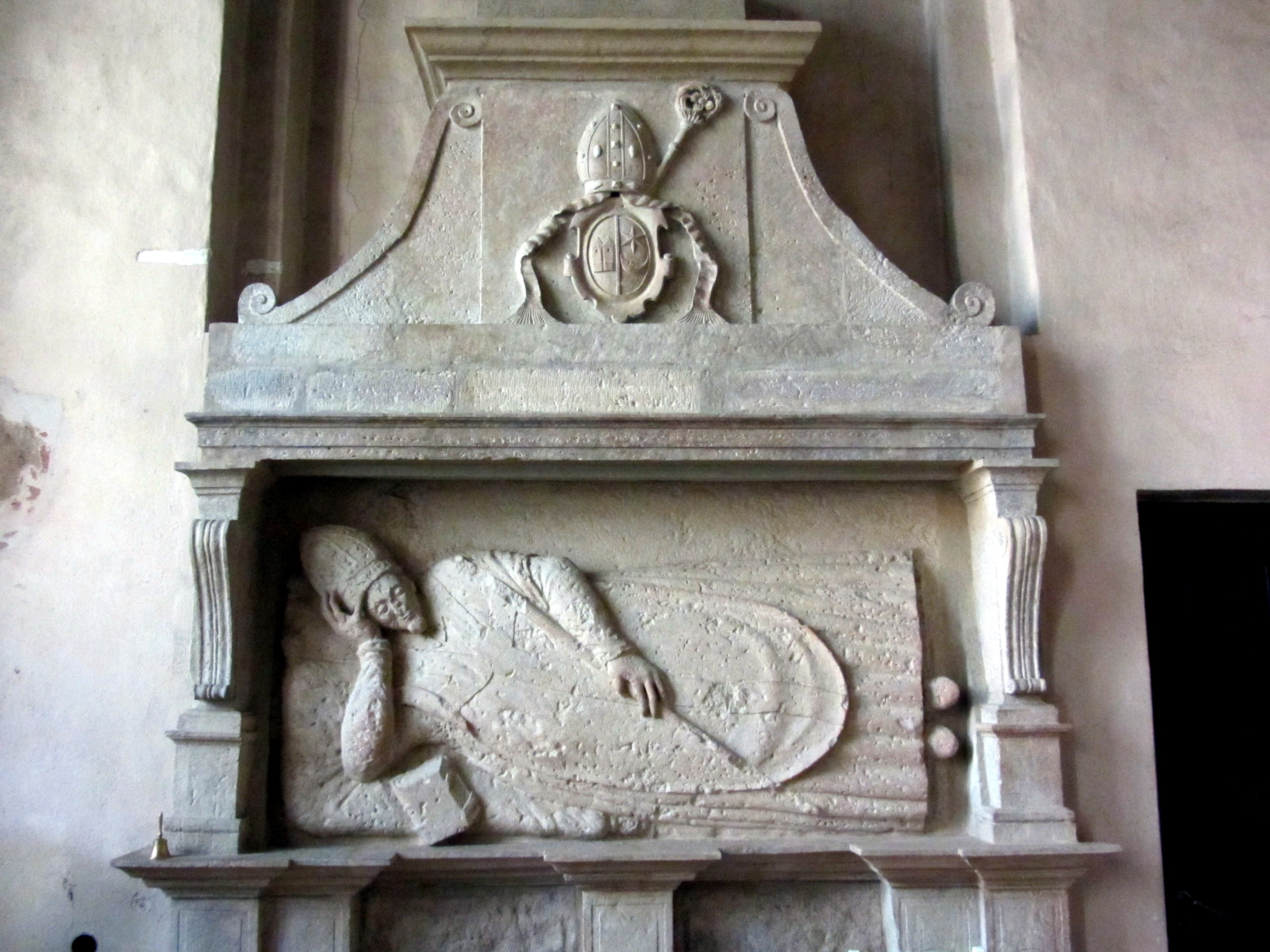
Der Grabstein von Bischof Nidecki in der Kirche in Cesis

Andrzej Patrycy Nidecki (Andreas Patricius, A. Patricus Striceco, A. Patricius Nidecicus, Nidecius, A. Patricius Nideczki, A. Patriczi Nideczki, Patrycy; * 27. November 1522 in Oświęcim; † 2. Januar 1587) war ein polnischer Geistlicher, Humanist und Philologe, der u. a. als Verleger, königlicher Sekretär und Bischof tätig war.

## Leben
Andrzej Patrycy Nidecki ging um 1536 nach Krakau und wurde dort an der Pfarrschule der Johanneskirche von Szymon Marycjusz und Wojciech Nowopolczyk ausgebildet. Ab Mitte der 1540er Jahre war er Sekretär, später auch Berater und Treuhänder des Bischofs Andrzej Zebrzydowski, den er auf seinen zahlreichen Reisen und Auftritten im Sejm begleitete, für den er Briefe und vermutlich auch die Broschüren Oratio de heresi tollenda (1550), Krótka odpowiedź, List pasterski und Oratio postrema (1556) verfasste.
Mit Unterstützung Zebrzydowskis reiste er 1553 zum ersten Mal nach Padua, wo er Vorlesungen des Humanisten Francesco Robortello hörte und ihn eine herzliche Freundschaft mit Jan Kochanowski verband. Nach einem Rombesuch kehrte er 1556 an den Hof Zebrzydowskis zurück, für den er verschiedene Texte (darunter die Rede Pro sua et collegarum religione ac iurisdictione) bearbeitete. 1557 ging er erneut nach Padua, wo er sich insbesondere dem Studium der Werke Ciceros widmete. 1559 wurde er zum Doktor beider Rechte befördert.
Nach seiner Rückkehr nach Polen war er ab 1560 im Dienst des Kanzlers der Krone Filip Padniewski. Er veröffentlichte in dieser Zeit seine Arbeit zu den nachgelassenen Fragmenten Ciceros und knüpfte neue Beziehungen zu prominenten Vertretern der Geisteswelt wie Jakub Górski, Jakub Montanus, Paweł Stempowski und Andrzej Gostyński. Außerdem arbeitete er an einer umfangreichen Monographie De Tribunis militum.
Nach dem Tod Sigismund II. Augusts 1572 wirkte Nidecki als Berater von Anna Jagiellonica. 1573 wurde er zum Priester geweiht und schrieb fortan als Apologetiker und Polemiker der römisch-katholischen Kirche (Paralela Ecclesiae Catholicae cum haereticorum Synagogis, 1576). Stefan Batory berief ihn 1576 als Referent für preußische Angelegenheiten erneut ins königliche Amt. 1576 verfasste er eine Beschreibung der Danziger Rebellion (Commentarii de Tumultu Gedanensi, 1577). 1580 erhielt er die Stelle des Kanonikus von Krakau. Hier widmete er sich erneut seinen klassischen Studien und gab unter anderem vier kommentierte Reden Ciceros heraus. 1583 und 1584 erschienen De ecclesia vera et falsa libri V. Ab 1585 war er Bischof des Bistums Livonien mit Sitz in Wenden.

## Quelle
- Polnisches Biographisches Wörterbuch – Patrycy Andrzej Nidecki

| Personendaten    | Personendaten |
| ---------------- | --- |
| NAME             | Nidecki, Andrzej Patrycy |
| ALTERNATIVNAMEN  | Patrycy, Andreas Patricius; A. Patricus Striceco; A. Patricius Nidecicus; Nidecius, A. Patricius Nideczki; A. Patriczi Nideczki |
| KURZBESCHREIBUNG | polnischer Humanist, Philologe, Verleger, königlicher Sekretär und Bischof                                                      |
| GEBURTSDATUM     | 27. November 1522 |
| GEBURTSORT       | Oświęcim |
| STERBEDATUM      | 2. Januar 1587 |